# 大場翔太
大場 翔太（おおば しょうた、1985年6月27日 - ）は、東京都足立区出身の元プロ野球選手（投手）、YouTuber。右投右打。愛称は「ばっさん」。

## 経歴

### プロ入り前
八千代松陰高校時代は春に関東大会出場があるものの、夏は県大会ベスト8が最高で甲子園出場はなかった。進学した東洋大学では一年秋からリーグ戦に登板し、二年春には二試合連続完封を挙げるなど青学大高市俊と共にリーグトップの防御率をマーク。以降先発に定着した。三年時に行われたIBAFインターコンチネンタルカップでは最優秀防御率を獲得。
四年時は、春はリーグタイ記録の9勝・リーグ新記録の115奪三振。秋にも8勝を挙げ同大学初の東都大学リーグ戦春秋連覇に貢献し、二季連続でMVP・最優秀投手・ベストナインの三冠に輝いた。第56回全日本大学野球選手権大会ではベスト8、そして第38回明治神宮野球大会では2完封を含む三連続完投勝利で初優勝にそれぞれ貢献。すべて完投で優勝したことから「平成の鉄腕」の異名がついた。第36回日米大学野球選手権大会では初の敵地優勝、プレ五輪の優勝にも日本代表の一員として貢献した。大学通算62試合登板33勝11敗、防御率2.13。通算410奪三振と春から秋にかけての14連勝もリーグ新記録。大学同期に清田育宏らがいる。
2007年のNPB大学・社会人ドラフト会議1巡目で、6球団（オリックス、横浜、ソフトバンク、阪神、日本ハム、巨人）から重複指名。抽選の結果、福岡ソフトバンクホークスが独占交渉権を獲得し、（出来高分の5,000万円を含む）契約金1億5,000万円、年俸1,500万円（金額は推定）という条件で入団に至った。

### ソフトバンク時代
2008年、3月23日の東北楽天ゴールデンイーグルス戦でパ・リーグ史上初のプロ初登板で無四球完封勝利を記録。4月5日の千葉ロッテマリーンズ戦では7者連続三振を含む球団新記録（当時、2025年6月6日にリバン・モイネロが更新）の16奪三振で2度目の無四球完封勝利を記録した。しかし徐々に成績を落とし、シーズン中盤には二軍へ落ち、3勝に終わった。13試合で14被本塁打といわゆる「一発病」に苦しみ、クイックや牽制などの技術面でも課題を残した。当時の二軍監督石渡茂は「彼は気持ちを表に出すタイプなので、序盤以降は精神的な部分に問題があった」と語っている。
2009年、先発登板した7月31日の対オリックス・バファローズ戦では1回表に大引啓次の頭部に死球を与え、わずか8球で危険球により退場処分となった。先発として12試合に登板し0勝3敗、防御率5.86、WHIP1.52に終わるが、リリーフでは10試合の登板で1勝0敗、防御率2.36、WHIP1.10の成績を残した。
2010年は一軍登板4試合に終わるも、ファームではウエスタン・リーグ規定投球回到達者中2位の防御率2.99と同1位のWHIP0.89をマーク。与四球率も1.49に抑え、課題であった制球難に改善の兆しが見えた。10月には台湾で開催された第17回IBAFインターコンチネンタルカップの日本代表に選ばれ、11月には岩嵜翔と共にプエルトリコのウィンターリーグに派遣され、クリオーヨス・デ・カグアスに所属。6試合に先発し34回を投げ4勝0敗、防御率2.65、WHIP1.35の成績を残し、ドミニカ共和国とのオールスターゲームにも選出された。監督のリノ・リベラからは「メジャーでも通用する才能とポテンシャルを持っている」と高く評価され、自身は投手コーチからツーシームを教わり「投球が楽になった」と語った。
2011年はルーキーイヤー以来の開幕一軍を果たし、序盤は敗戦処理や大量リードの展開で安定した成績を残した。7月15日の対ロッテ戦で3回で降板した山田大樹の後を受け3回1/3を投げ1失点と好投し、2年ぶりの勝利を挙げた。19日の埼玉西武ライオンズ戦では抹消されたD.J.ホールトンの代役として初先発し、5回2/3を投げ2安打10奪三振で白星を挙げ、さらに8月4日の対オリックス戦でも先発予定だった大隣憲司の体調不良により代わって先発し、5回無失点の投球で3勝目を挙げた。このように代役やスクランブルで先発や長いイニングを投げることが多いことから『ミスター代役』、『お助けマン』などと呼ばれた。18日の対オリックス戦では3年ぶりの完封勝利を達成し、8月は5試合に先発し1完封を含む4勝1敗、防御率1.71、WHIP1.01の活躍で自身初の月間MVPを受賞した。先発した9月19日の対オリックス戦では、1回裏に打者二人目の大引啓次のヘルメットのつば付近に死球を当てたため、危険球によりわずか6球で自身二度目の危険球退場処分となる。なお、同試合は3回途中に降雨によりノーゲームとなったが、試合成立はしなくても退場は記録に残る。
2012年はシーズン序盤に右肩痛で出遅れる。5月に入ってから一軍へ昇格、中継ぎで3試合に登板後、6月10日の対阪神タイガース戦に先発し、6回を投げ無失点9奪三振と好投しシーズン初勝利を上げる。その後連勝するが、次第に要所で打たれる場面が相次ぎ、完投負けを喫すなどの不運もあり5連敗。8月3日の対西武戦では初回先頭打者から3連打を浴び、さらに自らの暴投と四球を重ね1アウトしか取れずに2失点で降板。その後一軍登録を抹消され、シーズン後半は二軍生活を送り、この年は登板10で2勝5敗、防御率2.38の成績を残した。
2013年は一軍の11試合に先発したが、打ちこまれる場面が多く、防御率が前年より大きく悪化。結果を残すことができなかった。
2014年以降は選手層が厚くなったことと、二軍で目立った成績を残すことができなかったことから登板機会が激減。2015年には、プロ入り後初めて一軍公式戦への登板機会がなく、ウエスタン・リーグ公式戦ではリリーフで20試合の登板に終わった。

### 中日時代
2015年10月30日に、金銭トレードで中日ドラゴンズへ移籍することが発表。11月4日に、NPBから正式に公示された。背番号は59。
2016年には、ウエスタン・リーグ公式戦9試合で0勝2敗、防御率5.73を記録した。2年続けて一軍公式戦に登板できず、10月1日に球団から戦力外通告を受けたことを機に、現役を引退。12月2日付で、NPBから自由契約選手として公示された。

### 引退後
引退直後は、周囲の勧めなどを受けて、競輪選手への転身を模索。大場自身は、「バンクでの勝負が直接評価に結びつくところに（競輪の）魅力を感じた。自分の脚力や適性が競輪への挑戦にふさわしいことを見極められたら、2017年中に（競輪選手資格検定の合格に必要な）日本競輪学校への入学テストを受けてみたい」と述べており、2017年と2018年に受験したものの不合格となっている。
テレフォンオペレーターや資材搬入などのアルバイト生活を送る傍ら、2019年3月よりYouTubeで動画配信活動を開始。但し、同年11月時点でYouTubeチャンネルの収益化までは至っていない。

## 選手としての特徴

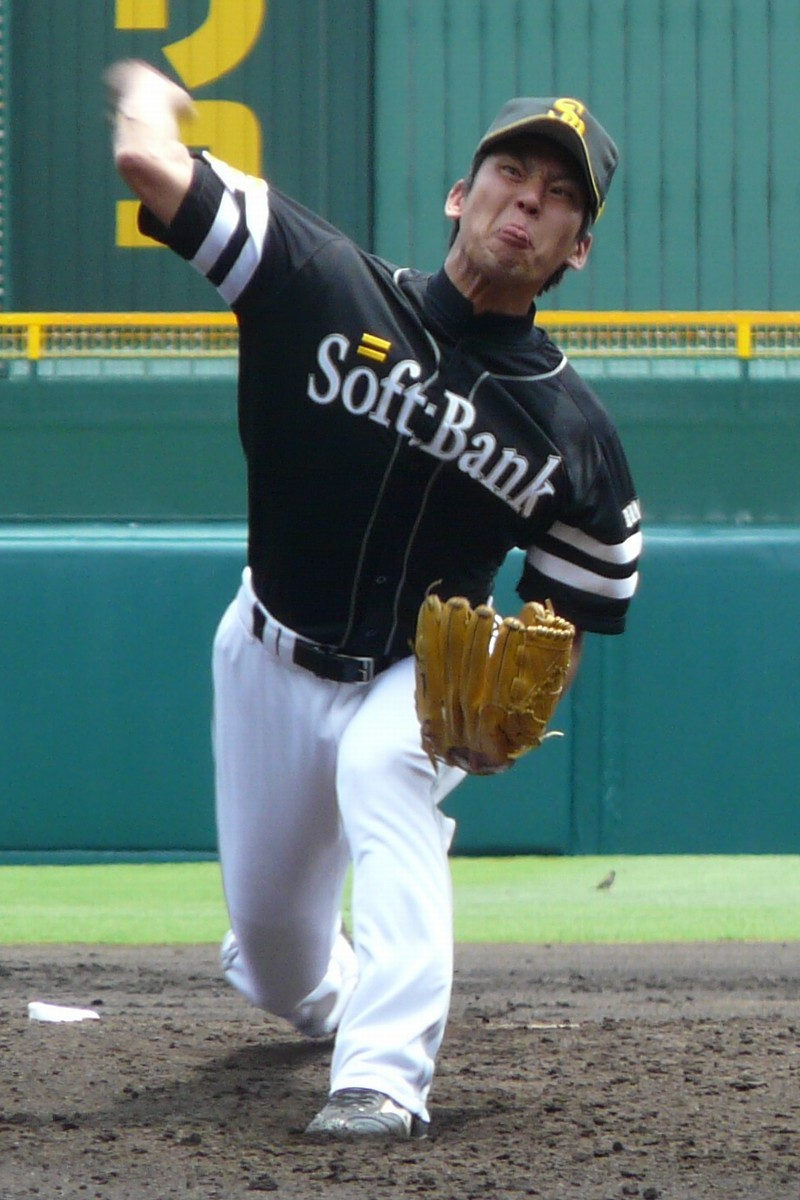
大場の投球フォーム

平均球速約141km/h、最速151km/h（プロ入り後の最速は150km/h）のストレートと縦に鋭く変化するスライダー、SFFを武器とし、特にスライダーはパ・リーグのスコアラーからリーグを代表する変化球の一つに挙げられ、SFFは2009年には被打率.155を記録した。他にも横に変化するスライダーにカーブ、プエルトリコのウィンターリーグで習得したツーシーム、チェンジアップといった球種を持つ。
四死球の多さを課題とし、打たれだすと止まらなくなるため、精神面での成長も望まれていた。

## 人物
中学時代、1998年当時八千代松陰高校のエースで甲子園に出場した多田野数人の投球がきっかけとなり、同校への進学を決めた。
また2000年夏の高校野球埼玉大会で、中里篤史が5回コールドゲーム、すべてのアウトを三振で取る15奪三振の完全試合を達成した試合を現地で観戦していて、この時投手になることを決意した。そして中里が中日に入り、デビュー戦（2001年9月16日の巨人戦）で高橋由伸、松井秀喜と対戦し、適時打も打つなど活躍する姿を見て、自身も中日への入団に憧れるようになった。2015年オフにトレードで大場も中日へ移籍、14年越しにその願いを叶えることとなった。
大引啓次にはオリックス・日本ハム時代に3回頭部、および上半身への死球を与えている。これは史上初の記録であり、2013年の際は激高した大引がマウンドに詰め寄って止めようとした山崎勝己と揉み合いになるという場面があった。
いわゆる天然キャラであり、「宇宙人」とも言われる。天然と言われるエピソードの一例として、2011年8月25日、勝利投手になってヒーローインタビューを受けた際、「今日は絶対に勝ちたかったので!」と発言してインタビュアーに理由を尋ねられ、「自分の地元の友達の岡部君の誕生日なので!」と答えてインタビュアーやファンを困惑させたことがある。

## 詳細情報

### 年度別投手成績
| 年 度     | 球 団        | 登 板 | 先 発 | 完 投 | 完 封 | 無 四 球 | 勝 利 | 敗 戦 | セ 丨 ブ | ホ 丨 ル ド | 勝 率 | 打 者 | 投 球 回 | 被 安 打 | 被 本 塁 打 | 与 四 球 | 敬 遠 | 与 死 球 | 奪 三 振 | 暴 投 | ボ 丨 ク | 失 点 | 自 責 点 | 防 御 率 | W H I P |
| --------- | ------------ | ----- | ----- | ----- | ----- | -------- | ----- | ----- | -------- | ----------- | ----- | ----- | -------- | -------- | ----------- | -------- | ----- | -------- | -------- | ----- | -------- | ----- | -------- | -------- | ------- |
| 2008      | ソフトバンク | 13    | 13    | 2     | 2     | 2        | 3     | 5     | 0        | 0           | .375  | 344   | 78.0     | 83       | 14          | 30       | 2     | 3        | 73       | 5     | 0        | 47    | 47       | 5.42     | 1.45    |
| 2009      | ソフトバンク | 22    | 12    | 0     | 0     | 0        | 1     | 4     | 0        | 0           | .200  | 322   | 74.0     | 61       | 5           | 43       | 0     | 3        | 77       | 4     | 0        | 36    | 35       | 4.26     | 1.41    |
| 2010      | ソフトバンク | 4     | 1     | 0     | 0     | 0        | 0     | 1     | 0        | 0           | .000  | 56    | 9.1      | 18       | 1           | 9        | 0     | 0        | 9        | 1     | 0        | 18    | 17       | 16.39    | 2.90    |
| 2011      | ソフトバンク | 23    | 8     | 1     | 1     | 0        | 7     | 2     | 0        | 0           | .778  | 293   | 70.2     | 52       | 4           | 25       | 0     | 6        | 51       | 2     | 0        | 22    | 20       | 2.55     | 1.09    |
| 2012      | ソフトバンク | 10    | 7     | 1     | 0     | 0        | 2     | 5     | 0        | 0           | .286  | 186   | 45.1     | 30       | 1           | 16       | 0     | 4        | 41       | 2     | 0        | 16    | 12       | 2.38     | 1.01    |
| 2013      | ソフトバンク | 11    | 11    | 0     | 0     | 0        | 2     | 4     | 0        | 0           | .333  | 224   | 51.1     | 45       | 2           | 24       | 0     | 4        | 29       | 7     | 1        | 33    | 30       | 5.26     | 1.34    |
| 2014      | ソフトバンク | 2     | 1     | 0     | 0     | 0        | 0     | 0     | 0        | 0           | ----  | 31    | 7.2      | 7        | 1           | 2        | 0     | 0        | 6        | 0     | 0        | 3     | 3        | 3.52     | 1.17    |
| 通算：7年 | 通算：7年    | 85    | 53    | 4     | 3     | 2        | 15    | 21    | 0        | 0           | .417  | 1456  | 336.1    | 296      | 28          | 149      | 2     | 20       | 286      | 21    | 1        | 175   | 164      | 4.39     | 1.32    |

### 表彰
- 月間MVP：1回 （投手部門：2011年8月）

### 記録
初記録
- 初登板・初先発登板・初勝利・初先発勝利・初完投・初完投勝利・初完封勝利：2008年3月23日、対東北楽天ゴールデンイーグルス3回戦（福岡Yahoo! JAPANドーム）被安打8、6奪三振
- 初奪三振：同上、1回表にホセ・フェルナンデスから空振り三振

その他の記録
- 全員奪三振：2008年4月5日、対千葉ロッテマリーンズ2回戦（千葉マリンスタジアム） ※史上3人目
- 先発投手危険球退場：2回 ※史上2位タイ
  - 2009年7月31日、対オリックス・バファローズ戦（福岡 Yahoo! JAPANドーム）、1回表に8球目を大引啓次に頭部死球
  - 2011年9月19日、対オリックス・バファローズ戦（ほっともっとフィールド神戸）、1回裏に6球目を大引啓次に頭部死球

### 背番号
- 17 （2008年 - 2013年）
- 29 （2014年 - 2015年）
- 59 （2016年）

### 登場曲
- 「1000のバイオリン」THE BLUE HEARTS
- 「Clap Clap!!」西野カナ（2012年）

## 関連情報

### CM出演
- 公共広告機構（現ACジャパン）「川崎選手、キーパーになる」（2008年、九州限定） - 川﨑宗則、山崎勝己、松田宣浩と共演。